# Fyrfläckad vedsvampbagge
Fyrfläckad vedsvampbagge (Mycetophagus quadriguttatus) är en skalbaggsart som beskrevs av Mnller in Germar 1821. Fyrfläckad vedsvampbagge ingår i släktet Mycetophagus och familjen vedsvampbaggar. Enligt den finländska rödlistan är arten sårbar i Finland. Enligt den svenska rödlistan är arten nära hotad i Sverige. Arten förekommer i Götaland, Öland och Svealand. Artens livsmiljö är naturmoskogar. Inga underarter finns listade i Catalogue of Life.